# OPEC
Organization of the Petroleum Exporting Countries forkortet OPEC er en organisation bestående af 13 lande (pr. januar 2020), der har det til fælles, at deres økonomi påvirkes væsentligt af olieeksport. OPEC's hovedformål er at sørge for stabile og rimelige oliepriser. OPEC-landene råder ifølge de officielle tal over ca. 75% af verdens beviste oliereserver og står for 40% af olieudbuddet.

## Historie
OPEC blev stiftet i 1960 på en konference i Bagdad af Iran, Irak, Kuwait, Saudi Arabien og Venezuela. Formålet med at stifte organisation var at skabe en organisation der kunne sørge for at landene fik noget ud af deres store olieressourcer. Og for at de 5 lande, der på det tidspunkt var forholdsvist fattige ulande kunne stå imod de store oliefirmaer.

### Olieembargoen i 1973
Den stadigt uløste arabisk-israelske konflikt førte til sidst til det svar, som transformerede OPEC til en formidabel politisk kraft. Efter Seksdageskrigen i 1967 dannede de arabiske medlemmer af OPEC, en egen gruppe,Organization of Arab Petroleum Exporting Countries (OAPEC), for at give politikken center-status og udøve pres mod Vesten på grund af dets støtte til Israel. Ægypten og Syrien sluttede sig til sidstnævnte gruppering for at hjælpe med at artikulere dens mål, skønt de ikke selv var større olieproducenter. Senere, med Yom Kippur krigen, galvaniseredes den arabiske opinion. Oprørte over den nød-genforsyning som blev sat i værk og som havde hjulpet Israel med at modstå de ægyptiske og syriske styrker, indførte den arabiske verden en olieembargo mod USA og Vesteuropa, som resulterede i Oliekrisen i 1973.

### Tiden efter 1973
Det er dog ikke lykkedes for OPEC og der har været store udsving i olieprisen. I de følgende år fortsatte olieprisen med at svinge meget med en stor stigning i 1979 og et stort fald i 1986. Organisation begyndte dog at se at det vil være fordelagtigt at holde en nogenlunde konstant oliepris. I 1990'erne lykkedes dette og prisen på olie lå genlunde stabilt omkring $10-$30, men efter år 2001 har der været store udsving i olieprisen og prisen steg til niveauet omkring $100-$120 i 2008 med et efterfølgende fald ned til niveauet omkring $50-$80 i 2008-2011 efterfuldt af nye prisstigninger i 2011-2014 til niveauet omkring $100-$120 for efter 2014 at falde tilbage til niveauet omkring $50. De $100 svarede i reale priser til prisen under oliekrisen i 1973.

## Oliereserver
Hvor store OPEC's samlede oliereserver reelt er, er vanskeligt at besvare. Tallet for "beviselige oliereserver", der er den almene standard for måling af oliereserver, blev i 1980'erne afgørende for, hvor meget olie, hvert enkelt OPEC-land måtte sælge. OPEC-landene opjusterede derfor disse tal kraftigt (mellem 47 og 197%). Derudover nedjusteres tallene ikke, på trods af, at man dagligt pumper store mængder olie op. (Se ASPO's oversigt over olieopskrivninger i OPEC-landene Arkiveret 16. marts 2005 hos  Wayback Machine). Om OPEC har så store olieressourcer, som de påstår, kan derfor betragtes som værende tvivlsomt.

## Medlemsstater
| Land                        | Region        | Længden af medlemskab    | Befolkning (2022) | Areal (km2) | Olie produktion (bbl/dagl. 2023) | Fundne reserver (bbl, 2022) |
| --------------------------- | ------------- | ------------------------ | ----------------- | ----------- | -------------------------------- | --------------------------- |
| Algeriet                    | Nordafrika    | Siden 1969               | 44.903.220        | 2.381.740   | 1.183.096                        | 12.200.000.000              |
| Demokratiske Republik Congo | Centralafrika | Siden 2018               | 5.970.000         | 342.000     | 261.986                          | 1.810.000.000               |
| Ækvatorial Guinea           | Centralafrika | Siden 2017               | 1.674.910         | 28.050      | 88.126                           | 1.100.000.000               |
| Gabon                       | Centralafrika | - 1975–1995 - Siden 2016 | 2.388.990         | 267.667     | 204.273                          | 2.000.000.000               |
| Iran                        | Mellemøsten   | Siden 1960               | 88.550.570        | 1.648.000   | 3.623.455                        | 208.600.000.000             |
| Irak                        | Mellemøsten   | Siden 1960               | 44,496,120        | 437,072     | 4,341,410                        | 145,020,000,000             |
| Kuwait                      | Mellemøsten   | Siden 1960               | 4,268,870         | 17,820      | 2,709,958                        | 101,500,000,000             |
| Libyen                      | Nordafrika    | Siden 1962               | 6,812,340         | 1,759,540   | 1,225,430                        | 48,360,000,000              |
| Nigeria                     | Vestafrika    | Siden 1971               | 218,541,210       | 923,768     | 1,441,674                        | 36,970,000,000              |
| Saudi Arabia                | Mellemøsten   | Siden 1960               | 36,408,820        | 2,149,690   | 9,733,479                        | 267,190,000,000             |
| Forenede Arabiske Emirater  | Mellemøsten   | Siden 1967               | 9,441,130         | 83,600      | 3,393,506                        | 113,000,000,000             |
| Venezuela                   | Sydamerika    | Siden 1960               | 28.301.700        | 916.445     | 750.506                          | 303.220.000.000             |
| OPEC total                  | OPEC total    | OPEC total               | 491.757.880       | 10.955.392  | 28.956.906                       | 1.240.970.000.000           |
| Verdens total               | Verdens total | Verdens total            | 7.951.150.000     | 510.072.000 | 81.803.545                       | 1.564.441.000.000           |
| OPEC percent                | OPEC percent  | OPEC percent             | 6,18%             | 2,14%       | 35,39%                           | 79%                         |

1. 1 2  One petroleum barrel (bbl) is approximately 42 U.S. gallons, or 159 liters, or 0.159 m3, varying slightly with temperature. To put the production numbers in context, a supertanker typically holds 2,000,000 barrels (320,000 m3),[11] and the world's current production rate would take approximately 56 years to exhaust the world's current proven reserves.
2. 1 2 3 4 5
3. ↑  The UAE was founded in December 1971. Its OPEC membership originated with the Emirate of Abu Dhabi.
4. The five founding members attended the first OPEC conference in September 1960.

I parentes måned og år for optagelse
Afrika
- Algeriet (juli 1969)
- Angola (2007)
- Gabon (1975–1994, 2016–)
- Libyen (december 1962)
- Nigeria (juli 1971)

Mellemøsten
- De Forenede Arabiske Emirater (november 1967)
- Kuwait (september 1960)
- Irak (september 1960)
- Iran (september 1960)
- Saudi-Arabien (september 1960)

Asien
- Indonesien (2016)

Sydamerika
- Venezuela (september 1960)